# 승천의 우물
《승천의 우물》(영어: Mistborn: The Well of Ascension)은 브랜던 샌더슨의 2007년 장편 판타지 소설로, 미스트본 삼부작의 두 번째 책이다.